# Центролит (завод, Липецк)
Центроли́т — бывший металлургический завод Липецка.

## История
Сооружение специализированного чугунолитейного завода «Центролит» началось на юго-западной окраине Липецка в марте 1963 года. В конце 1968 года новый завод дал свою первую продукцию после вступления в строй действующих комплекса первой очереди предприятия — цеха мелкого литья. В 1970 году сооружается вторая очередь этого цеха, а затем ряд вспомогательных и основных цехов — крупного и среднего литья. Завод поставлял машиностроительным предприятиям центральных областей страны чугунное и цветное литьё весом от нескольких граммов до десятков тонн.
В 1975 году на заводе был разработан новый метод металлолитья — метод непрерывного литья, около завода была открыта больница. В 1978 году получил статус рентабельного.
В 2009 год предприятие прекратило своё существование.

## Поставки
Поставлял продукцию на многие предприятия СССР, а также в ФРГ, Японию, США, Италию, Великобританию, Швейцарию.
В 2,5 км к юго-востоку от завода в 1960-х годах был построен микрорайон посёлка Сырский.

## Транспорт
К заводу ходят автобусы № 13 и 35.